# Flughafen Bagdad

i7
i11
i13
Der Flughafen Bagdad (arabisch مطار بغداد الدولي, DMG Maṭār Baġdād ad-duwalī; ehemals Saddam International Airport, IATA-Code: BGW, ICAO-Code: ORBI) ist der größte irakische Flughafen und befindet sich in einem Vorort 16 km westlich der Innenstadt von Bagdad.

## Geschichte

### Vor 1991
Der Internationale Flughafen Bagdad wurde mit Hilfe französischer Firmen zwischen 1979 und 1982 für 900 Millionen US-Dollar gebaut. Entworfen, um sowohl als Zivil- als auch als Militärflugplatz zu dienen, kann der Flughafen bis zu 7,5 Millionen Passagiere pro Jahr und Flugzeuge in allen Größen abfertigen. Das Passagierterminal besteht aus drei Gates, die nach drei antiken irakischen Städten benannt waren: Babylon, Samarra und Ninive. Heute heißen sie schlicht A, B und C.
Der Flughafen hat auch seinen eigenen VIP-Terminal, der luxuriös möbliert ist und eine ausgeschmückte Lounge, Konferenz- und Schlafräume aufweist. Dieser Terminal dient dazu, ausländische Staatsmänner und wichtige Personen zu empfangen. Der Flughafen ist die Basis für die Iraqi Airways. Früher saßen hier noch andere internationale Fluggesellschaften.

### 1991–2003

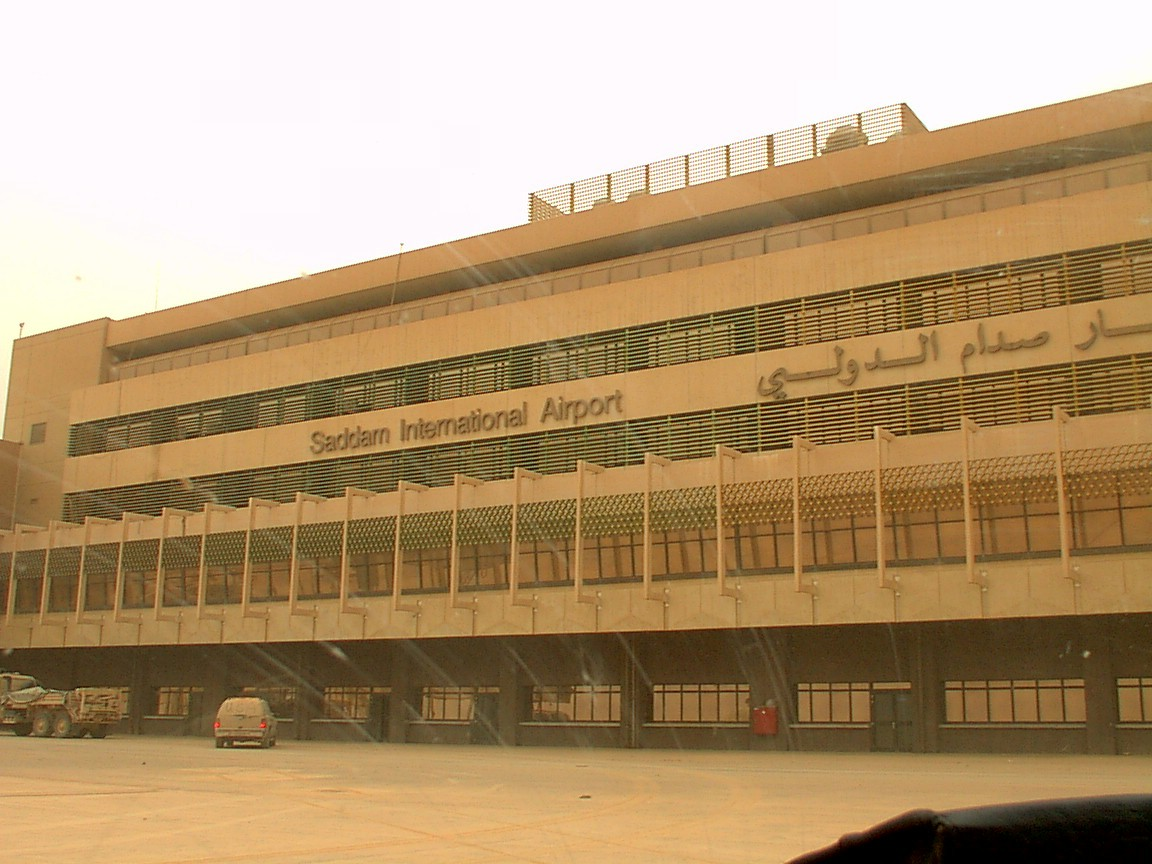
Der ehemalige Saddam International Airport

Die meisten zivilen Flüge wurden 1991 eingestellt, als die UNO wegen der Invasion Kuwaits Restriktionen gegen den Irak erließ. Wegen der Einrichtung von Flugverbotszonen durch die USA und Großbritannien konnte die Iraqi Airways nur noch innerhalb des Iraks zu bestimmten Zeiten fliegen. Aus dem Ausland konnten nur gelegentlich Flüge angenommen werden, die Medizin, Hilfskräfte und Angehörige der Regierung transportierten. Die Royal Jordanian Airlines flog regelmäßig von Amman nach Bagdad. Jene Flugzeuge konnten in Bagdad gratis auftanken, was die Route sehr lukrativ machte.
Präsident George W. Bush stattete am Erntedankfest am 27. November 2003 der auf dem Flughafengelände gelegenen Bob Hope-Speiseanlage einen Überraschungsbesuch ab und nahm an einem gemeinsamen Essen mit den Angestellten teil. Die Speiseanlage und die übrigen Einrichtungen der Koalition der Willigen an der östlichen Seite des Flughafens wurden kurze Zeit später abgebaut und der Flughafen anschließend an die Iraker übergeben.

### Entwicklung seit 2004

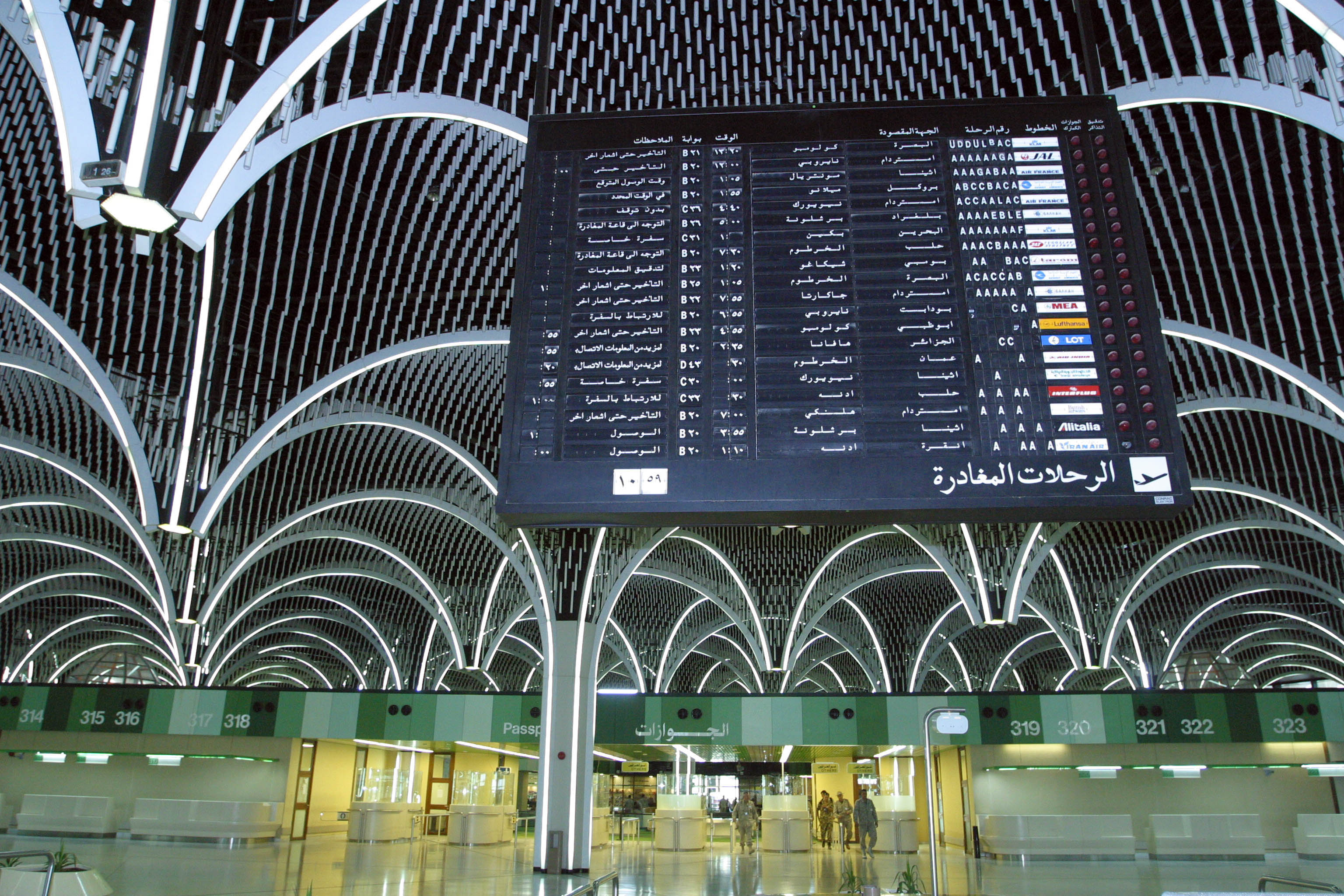
Innenansicht des Terminals

Offiziell wurde der Flughafen am 25. August 2004 wieder der zivilen Verwaltung übergeben. Homecarrier des Flughafens ist Iraqi Airways. Royal Jordanian fliegt gegenwärtig nach Amman, FedEx und DHL transportieren zivile und militärische Güter.
Der Betrieb ist weiterhin durch irakische Aufständische gefährdet. Flugzeuge, die landen oder starten, benutzen das „Korkenziehermanöver“, bei dem sie spiralförmig direkt über dem Flughafen sinken oder steigen und so verhindern, dass sie in Reichweite von kleinen Waffen und Fernlenkgeschosse kommen. 2003 wurde eine Frachtmaschine der DHL von einer Boden-Luft-Rakete kurz nach dem Start getroffen. Das Flugzeug konnte trotz schwerer Schäden erfolgreich notlanden.
Als am 8. November 2004 Amerikaner und Briten ihren Angriff gegen Falludschah begannen, schloss Ministerpräsident Iyad Allawi den Flughafen für 48 Stunden, um zu verhindern, dass Aufständische das Land verließen.
Aktuell bietet Iraqi Airways Flüge Verbindungen zwischen Bagdad und mehreren Städten im Nahen Osten an. Im Mai 2010 kündigte die Lufthansa an, Bagdad ab dem 30. September von München aus viermal in der Woche anfliegen zu wollen. Dieses Vorhaben wurde allerdings auf unbestimmte Zeit verschoben, als Grund gab Lufthansa mangelndes Interesse an der Verbindung an.
Seit dem 8. Juni 2011 besteht eine Flugverbindung der Austrian Airlines dreimal wöchentlich von Wien nach Bagdad. Die Fluggesellschaft hatten diese Strecke bereits im Jahr 1982 im Flugprogramm, musste sie aber aufgrund der Kuwait-Krise im Jahr 1990 einstellen.

## Sicherheit
Folgende Einrichtungen der Koalition bildeten bzw. bilden den Victory Base Complex am Flughafen: Camp Cropper, Camp Dublin, Camp Liberty, Sather Air Base, Camp Slayer, Camp Striker, Camp Victory und die Logistics Base Seitz.
Seit Juli 2003 wurden die zivilen Bereiche des Flughafens durch zivile Firmen gesichert. Vom Juli 2003 bis Juni 2004 sicherte die amerikanische Firma Custer Battles, die einen Vertrag mit den Coalition Provisional Authority hatte, den Flughafen. Nach Ablauf ihres Vertrages und mit Auflösung der Coalition Provisional Authority verlieh das irakische Ministerium für Transportwesen den Auftrag dem britischen Sicherheitsunternehmen Global Strategies Group.
Aufgrund von Streitigkeiten bei der Bezahlung der Sicherheitsfirma musste der Flughafen zweimal für je 48 Stunden geschlossen werden. Im zweiten Fall wurden irakische Truppen entsandt, um die Aufgaben der Sicherheitsfirma zu übernehmen. Die irakische Regierung stimmte anschließend zu, die Hälfte der Rechnung zu bezahlen.
Das Gelände des Flughafens wird zurzeit von einer privaten Mannschaft aus 500 Irakern und Gurkhas bewacht. Die Hauptstraße nach Bagdad mit dem Spitznamen Route Irish war als einer der gefährlichsten Straßen der Welt bekannt, heute aber gibt es dort eine starke militärische Präsenz über die ganze Straße bis zur Grünen Zone, und so sind Angriffe selten geworden.

## Zwischenfälle
- Am 10. Oktober 1955 geriet eine Vickers Viking 1B der Iraqi Airways (Luftfahrzeugkennzeichen YI-ABQ) beim Start vom Flughafen Bagdad von der Startbahn ab, kollidierte mit einem Graben und ging in Flammen auf. Alle 19 Insassen überlebten den Unfall.[6]

- Am 6. September 1957 wurde in einer Percival Pembroke C.1 der Royal Air Force (WV699) nach der Landung auf dem Flughafen Bagdad versehentlich das Fahrwerk eingefahren. Alle Insassen überlebten den Unfall. Das Flugzeug wurde irreparabel beschädigt.[7]

- Im Februar 1991 (genaues Datum unbekannt) wurde eine Tupolew Tu-124V der Iraqi Airways (YI-AEL) auf dem Flughafen Bagdad durch Bomben der USA und ihrer Verbündeten während des Golfkriegs zerstört. Über Personenschäden ist nichts bekannt, es gab jedoch keine Todesfälle.[8]

- Im Februar 1991 (genaues Datum unbekannt) wurde eine Tupolew Tu-124V der Iraqi Airways (YI-AEY) auf dem Flughafen Bagdad durch Bomben der USA und ihrer Verbündeten während des Golfkriegs zerstört. Über Personenschäden ist nichts bekannt, es gab jedoch keine Todesfälle.[9]

## Trivia
- Der Flughafen Bagdad spielt eine relativ kleine Rolle in der Romanreihe Left Behind, wo er als ein Übergangspunkt für Nicolai Carpathias Flüge aus aller Welt Richtung New Babylon dient. Trotzdem wird der Name des Flughafens nicht explizit erwähnt und es ist unklar, ob die Regierung Saddam Husseins an der Macht ist oder durch die Ereignisse der Serie entmachtet wurde.